# Grytnäs herrgård
Grytnäs herrgård är en herrgård, utanför centrala Kalix i området Grytnäs. Man har drivit jordbruk runt gården. En stor ladugård i granit har funnits på gården. Gatan bakom gården heter Bergmansvägen. 
Alltsen 1700-talet var gården gästgiveri men den siste gästgivaren postmästare Carl Fredric Tingvall gick i konkurs 1843 när han hade gått i borgen för ett par unga officerare. Grytnäs, det vill säga hemmanet 11/24 Nr 4 i Rolfs, gick därför på exekutiv auktion. Köpare var Johan Bergman Olson som köpte det för 7310 riksdaler. Hemmanet överlät han senare till sonen Johan August Bergman som 1871 byggde om den gamla gästgivargården till en herrgårdsliknande byggnad som blev bostad för familjen. Släkten Bergman ägde gården i 105 år och den såldes 1949 av Sune Bergman, som avflyttade från orten, till föreningen Kvinnors semesterhem som drev semesterhem för husmödrar. Senare fanns där ett vandrarhem men gården ägs idag av en privatperson. Många konstverk av Sune Bergman har funnits kvar i herrgården. 
Parken mellan herrgårdsbacken och Kalix älv anlades 1877–1878. Den kallades Balders hage och en utsiktsplats närmare älven benämndes Breidablick; vid älvstranden låg lusthuset Nannas tempel. Inspirationen hade hämtats från den nordiska mytologin.
I parken nere vid älven fanns även minnesstenar, ordnade som en domarring, symboliserande släkten Bergmans kända generationer. Den största stenen, prydd med drakslingor, restes 1884 av Johan August Bergman till minne av hans föräldrar Johan och Henrica Bergman Olson. Minnesstenarna flyttades senast någon gång på 1950-talet upp till herrgårdsbacken. Nannas tempel, som tidigare flyttats närmare herrgården, fick genom Sune Bergmans försorg inskriptioner med aforismer av Vilhelm Ekelund. I templets tak hänger en järntriangel, som ursprungligen suttit på en stolpe vid gårdens drängstuga.